# Xã Middleton, Quận Columbiana, Ohio
Xã Middleton (tiếng Anh: Middleton Township) là một xã thuộc quận Columbiana, tiểu bang Ohio, Hoa Kỳ. Năm 2010, dân số của xã này là 3.612 người.